# Botanophila rupicapra
Botanophila rupicapra este o specie de muște din genul Botanophila, familia Anthomyiidae. A fost descrisă pentru prima dată de Josef Mik în anul 1887.
Este endemică în Austria. Conform Catalogue of Life specia Botanophila rupicapra nu are subspecii cunoscute.